# Проспект Нариманова (Ульяновск)
Проспект Нарима́нова — главная улица микрорайона «Север» в Ленинском районе города Ульяновска. Пролегает с юго-востока на северо-запад от кольца улиц Верхнеполевой, Гагарина и Кролюницкого до пересечения Сельдинского шоссе и дороги Ульяновск — Ишеевка. Является главной транспортной магистралью северной части Ленинского района. Проспект назван в честь Наримана Нариманова, азербайджанского писателя, крупного общественного и политического деятеля, большевика, наркома иностранных дел и председателя СНК Азербайджанской ССР (1920—1922).

## История
В начале XIX века здесь был проложен Казанский почтовый тракт.
В 1925 году, после смерти Н. Нариманова, по просьбе трудящихся Ульяновска, улице было присвоено имя Наримана Нариманова.
Застройка улицы началась с 1953 года, когда, ввиду создания Куйбышевского водохранилища, сюда стали переселяться жители затапливаемых посёлков Нижняя Часовня, Канава, Королёвка и Поливно.
В 1959 году, в середине проспекта была установлена телевизионная вышка для открывшегося Ульяновского радиотелецентра.
В 1966 году начали строить завод «Искра» и жилые дома для работников.
В 1960-е годы сюда была перенесена областная сельскохозяйственная выставка, основанная в 1951 году. Специально для проезда к выставке по улице была проложена трамвайная линия. В 1965 году место её расположения было превращено в Парк Победы, который существует до сих пор. Выставка прекратила своё существование в конце 1970-х годов.
В 1977 году был открыт памятник Нариману Нариманову, а шоссе Нариманова стал называться проспектом.
В 1995 году в северо-западной части была открыта уникальная однопутная линия (с разъездами) садоводческого трамвая (маршрут 107) протяжённостью около 4,19 км для обслуживания садоводческих товариществ.

## Примечательные здания и сооружения
- Телевышка — Ульяновский радиотелецентр РТРС (ныне ГТРК Волга).
- Центр татарской культуры.
- Здание завода «Искра».
- Ульяновский ипподром.

## Парки
- Парк Победы
- Ульяновский дендропарк (на въезде в город).

## Памятники
- Памятник Кул Гали (установлен 17 октября 2010 года около Центра татарской культуры).
- Памятник  Нариману Нариманову (открыт 9.12.1977 году)[4].
- Памятник ульяновцам-танкистам (танк ИС-3 был установлен около Парка Победы) 9 мая 1975 года.

## Транспорт

Трамвай поворачивает с улицы Тимирязева на проспект Нариманова
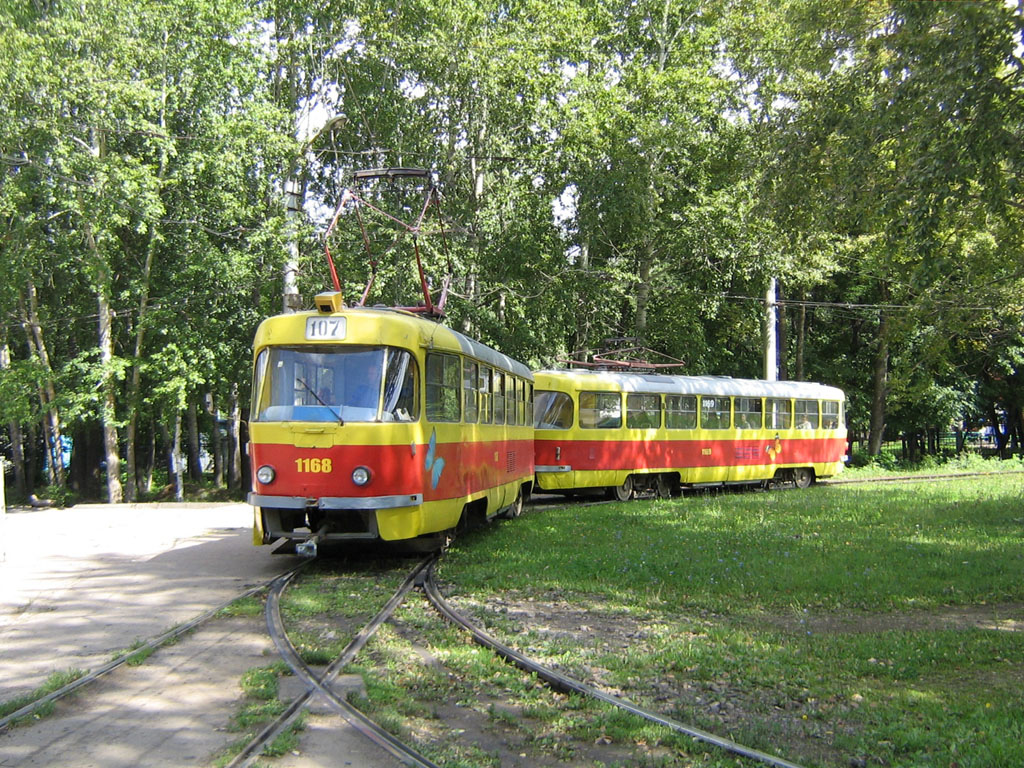
Сцепка 107 пригородного маршрута на кольце Парк Победы.
Трамвай на остановке «Циолковского»

Работают трамвай (маршруты 1, 4, 11, 15 и уникальный сезонный садоводческий маршрут 107) и маршрутные такси (19 маршрутов). Есть автостанция «Парк Победы» у одноимённого парка, от которой отправляются автобусы в Буинск, Казань, Ундоры и Тетюши. Также есть одноимённая остановка, которая является крупным пересадочным узлом и от которой ходят пригородные маршрутные такси в Ишеевку, Лаишевку, Поливно и Новый Урень.

## Галерея

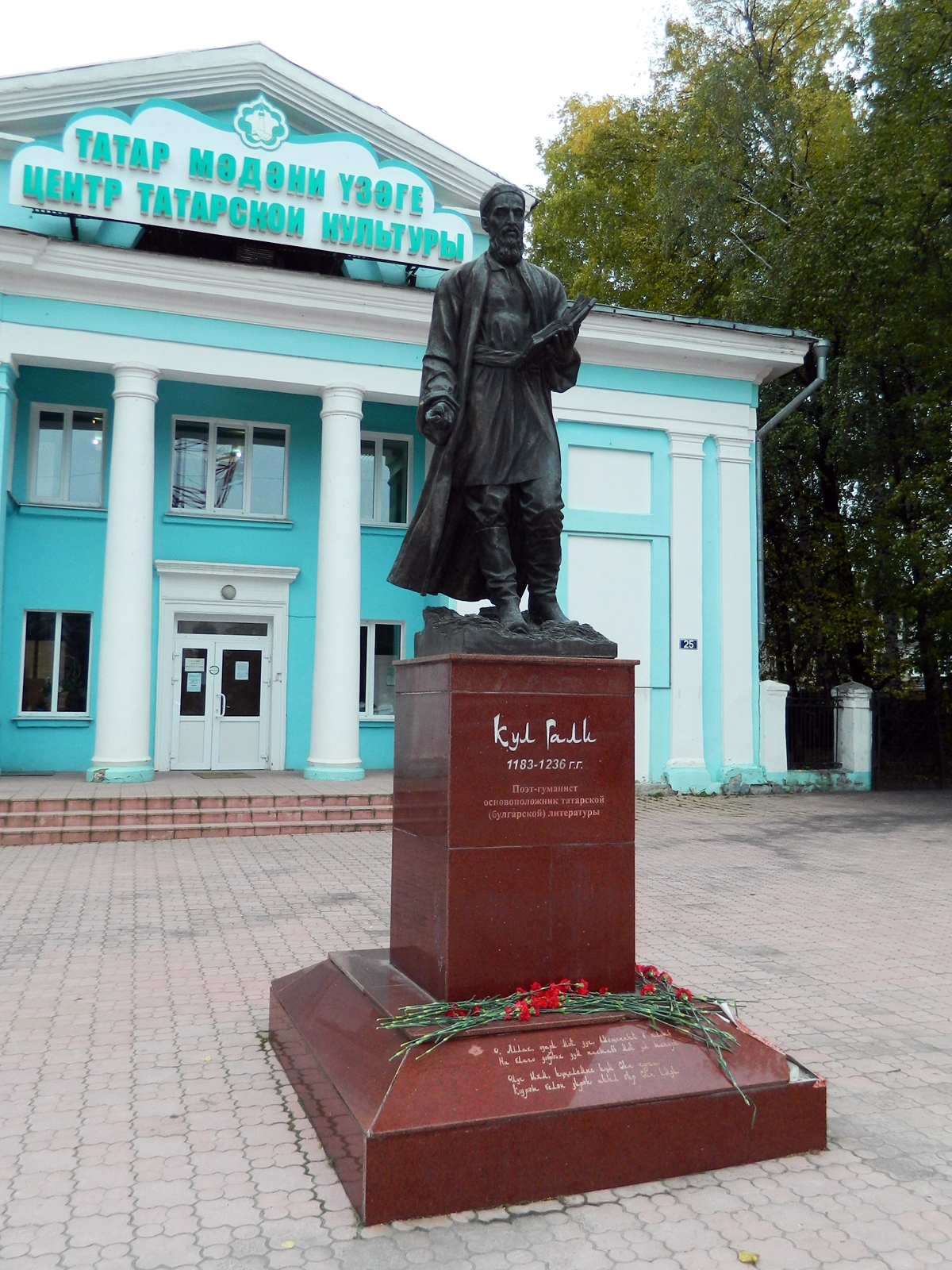
Памятник Кул Гали перед Центром татарской культуры
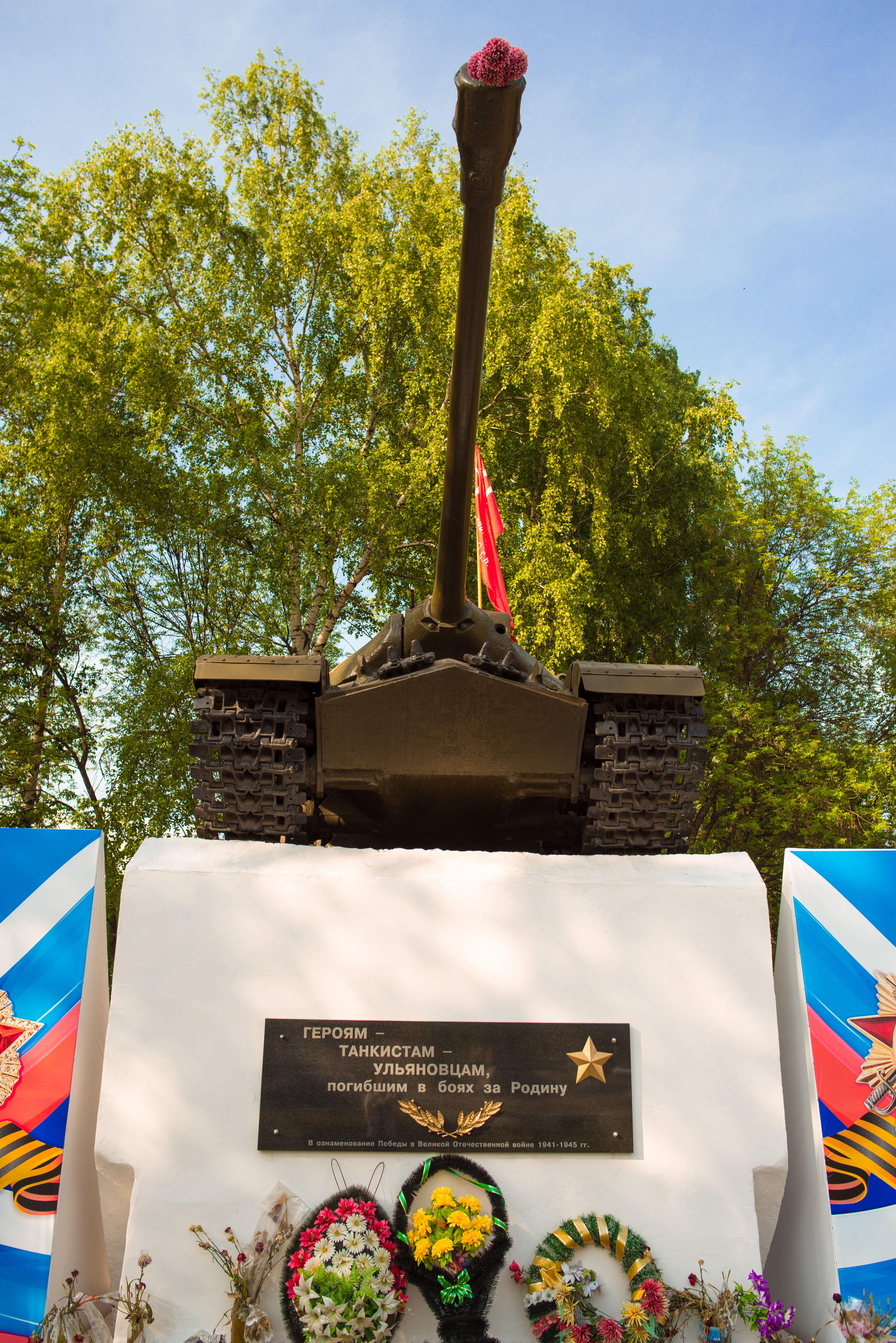
Памятник ульяновцам-танкистам
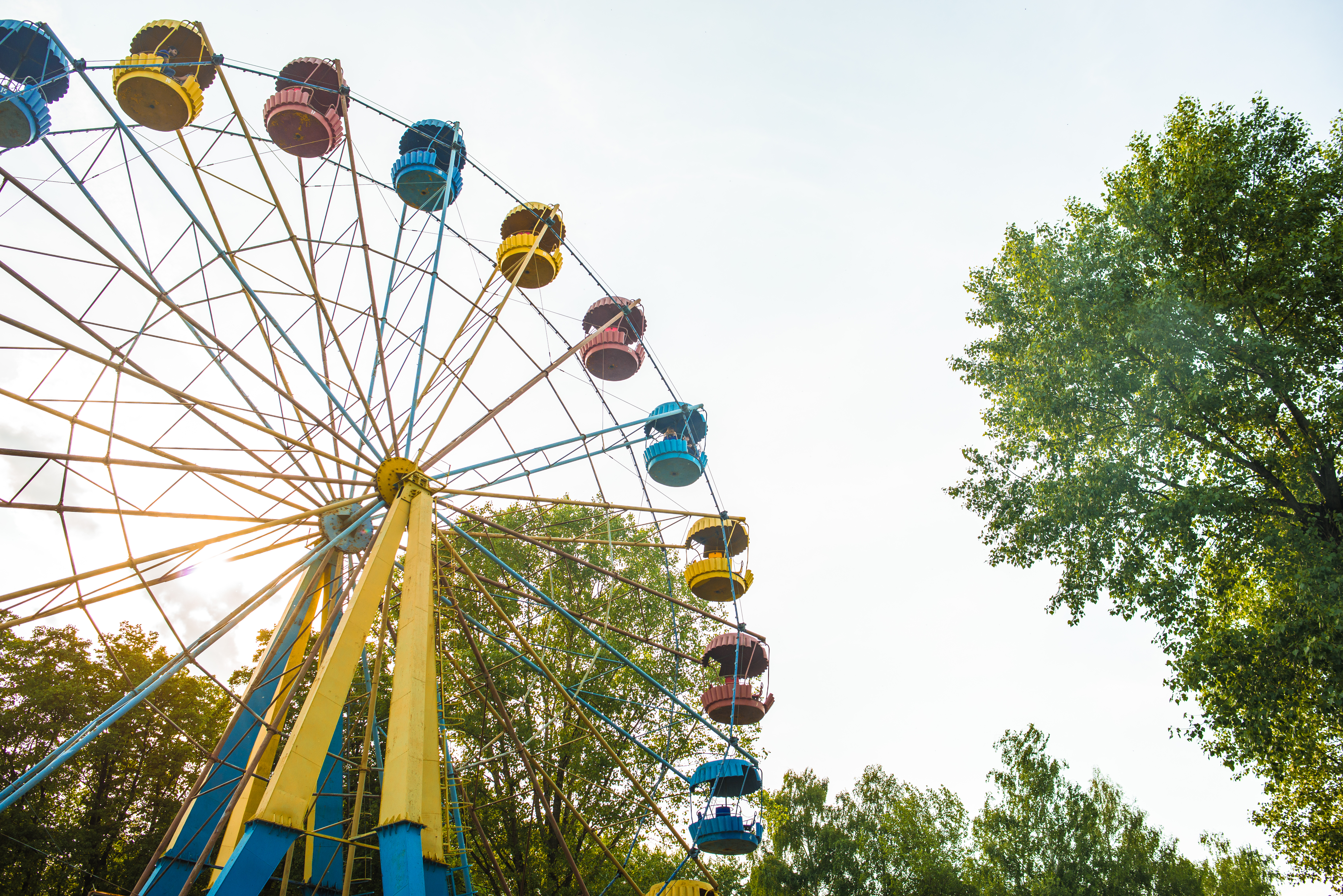
Колесо обозрения в парке Победы
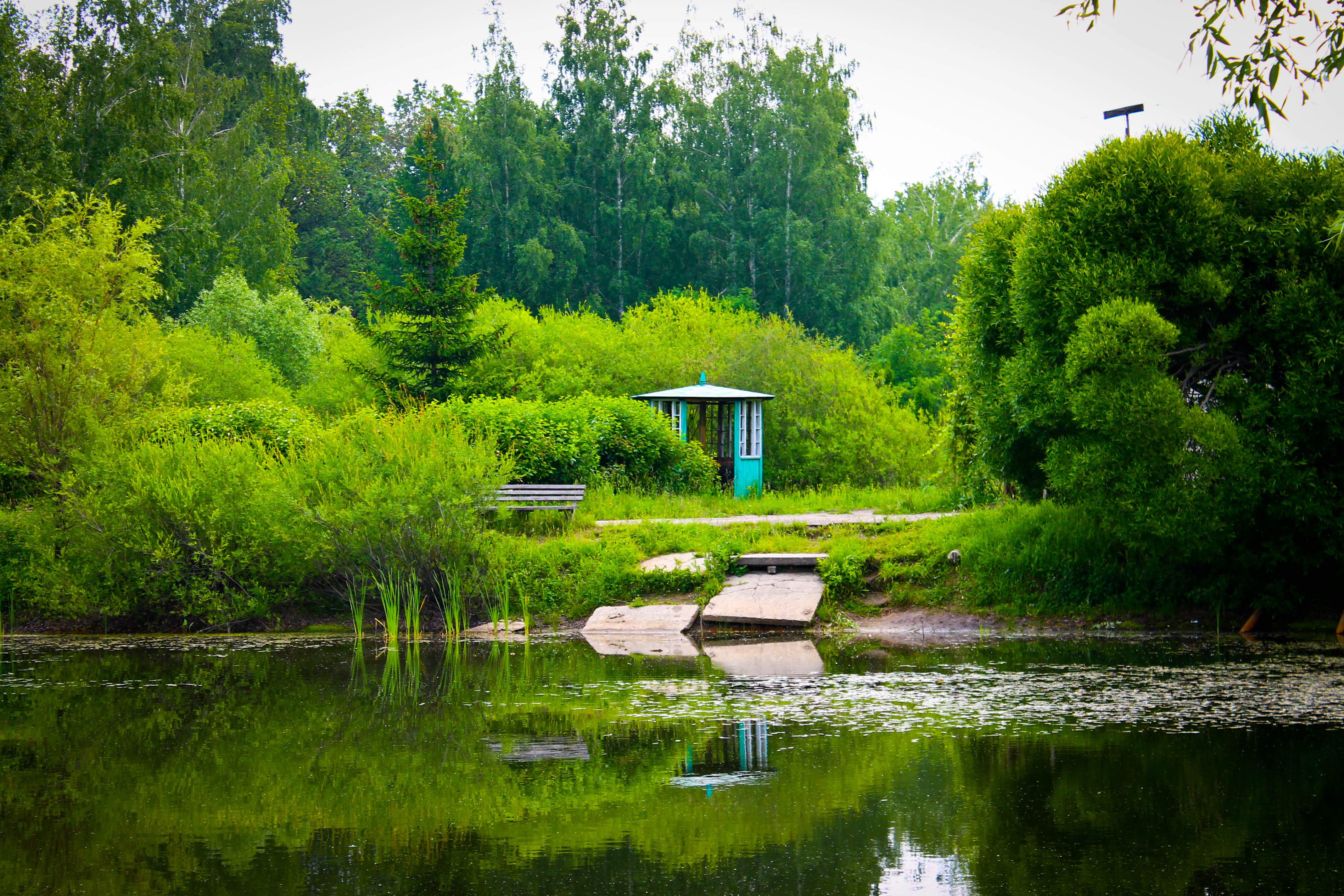
Ульяновский дендропарк